# San Sperate
San Sperate är en ort och kommun i provinsen Sydsardinien i regionen Sardinien i sydvästra Italien. Kommunen hade 8 318 invånare (2017).